# Ненсі Данкл
Ненсі Данкл (англ. Nancy Dunkle, 10 січня 1955) — американська баскетболістка.
Срібна призерка Олімпійських Ігор 1976 року.
Переможниця Панамериканських ігор 1975 року.
Срібна призерка Універсіади 1973 року.